# 2024年12月逝世人物列表
2024年逝世人物列表：1月 - 2月 - 3月 - 4月 - 5月 - 6月 - 7月 - 8月 - 9月 - 10月 - 11月 - 12月
2024年12月逝世人物列表，是用于汇总2024年12月期间逝世人物的列表。

## 依日期排序

### 31日
- 陳剩，91歲，台灣歌仔戲資深藝師。[1][2]
- 阿诺尔德·吕特尔，96歲，愛沙尼亞政治人物，曾任爱沙尼亚苏维埃社会主义共和国末任最高苏维埃主席团主席，后担任最高苏维埃主席、爱沙尼亚第3任总统（2001年—2006年）。[3]
- 安日洛·阿馬托（義大利語：Angelo Amato），86歲，義大利羅馬天主教樞機主教，聖徒事業部部長（2008年—2018年）和信仰教義部秘書（2002年—2008年）。[4]
- 陳國展，台灣藝術家，屏東縣銅版蝕刻大師。[5]
- 喬斯琳·威爾登斯坦（英语：Jocelyn Wildenstein），84歲，瑞士社交名媛。[6]
- 甘道明，77歲，中國政治人物。四川省人大常委会原副主任、党组书记。[7]
- 巴迪·麥凱（英语：Buddy MacKay），91歲，美國政治人物，佛羅里達州州長（1998年—1999年）。[8]
- 吴松龄，97歲，中国历史学家。[9]
- 胡秀芝，84歲，中国河南坠子表演艺术家。[10]

### 30日
- 林奎佑（筆名：魚夫），64岁，台灣漫畫家、政治評論家。[11]
- 弗雷澤·斯托達特爵士（英語：Sir Fraser Stoddart），82岁，英國化學家，2016年诺贝尔化学奖得主、中国科学院院士。[12]
- 贾姆希德·本·阿卜杜拉（阿拉伯語：جمشيد بن عبد الله البوسعيدي），95岁，桑给巴尔苏丹国末代苏丹。[13]
- 金守漢（朝鲜语：김수한），96歲，韓國政治人物，民主革新党創黨成員，韓國國會議長（1996年—1998年）。[14]
- 皮帕·迦納（英語：Pippa Garner），82歲，美國反社會藝術家，因癌症離世。[15]

### 29日
- 吉米·卡特（英語：Jimmy Carter），100岁，美國政治人物，第39任美國總統（1977年—1981年）、2002年諾貝爾和平獎得主。[16]
- 邢球痕，95岁，中國固體火箭發動機專家。[17]
- 琳達·拉文（英語：Linda Lavin），87歲，美國演員。[18]
- 阿列克謝·布加耶夫（俄語：Алексей Иванович Бугаев），43歲，俄羅斯足球員，前国家队成员，司职后卫。战死于乌克兰。[19]
- 糸岡富子，116歲，日本超級人瑞，生前是在世第一年长者。[20]
- 司徒冕（英語：Michael Stuart-Moore），80歲，英國大律師和香港法官，香港高等法院上訴法庭副庭長（1999年—2009年）。[21]

### 28日
- 湘奶奶（化名），95歲，中國人，中国抗日战争时期日军慰安妇制度倖存者。[22]
- 查理·賴特（英語：Charles George Wright），86歲，前蘇格蘭足球運動員、教練、經理，位置守門員，曾入選香港足球隊[23]。
- 馬丁·布朗（英語：Martyn Brown），57歲，英國電子遊戲工程師，發行、開發公司Team17共同創辦人[24]。
- 馬丁·卡普拉斯，94歲，奧地利裔美國理論化學家，曾發表卡普拉斯方程式，2013年諾貝爾化學獎得主。[25]
- 查尔斯·多兰，98歲，美国有线电视大亨、HBO创办人。[26]

### 27日
- 汤池，47岁，中国政治人物，南通市发展和改革委员会副主任。[27]
- 黛爾·哈頓（英语：Dayle Haddon），76歲，加拿大女模特兒、演員。[28]
- ，73歲，英國女演員。[29]
- 斯韋托扎爾·薩布利奇，64歲，塞爾維亞籍足球員，足球教練。曾為當地伏伊伏丁那，希臘人競技，以及中國長春亞泰，滄洲雄獅隊等球隊服務。[30][31][32]
- 足立敏之，70歲，日本政治人物，曾任國土交通省官僚，現任參議員（比例代表），參議院預算委員會理事。海難。[33]
- 趙宗藻，93歲，中國版畫家。[34]
- 邓遂夫，83歲，中国红学家。[35]

### 26日
- 程兴汉，85岁，中国政治人物，中共株洲市委书记（1994年—2000年）。[36]
- 曼莫漢·辛格（英語：Manmohan Singh），92歲，印度政治人物，總理（2004年—2014年）、國會議員（1991年—2024年）、財政部長（1991年—1996年）。[37]
- 筧千佐子（英语：Chisako Kakehi），78歲，日本死刑犯，因關西氰化物連續殺人事件判處死刑。在獄中病逝。[38][39][40]
- 李亞遨（原名李芳鈞），72歲，馬來西亞華教運動人士，前林連玉基金義務總祕書等，馬來西亞華教史工作者。[41]
- 蒔田尚昊（日語：蒔田 尚昊），89歲，日本作曲家。[42]
- 羅伯特·鮑特溫（日语：ロバート・ボールドウィン），59歲，加拿大裔日本演員，結腸癌。[43]
- 江川嘉孝，82歲，日本前男子籃球運動員。[44]
- 曹锡章，95歲，中国无机化学家、吉林大学化学学院教授。[45]

### 25日
- 鈴木修（日語：鈴木修），94歲，日本企業家，鈴木自動車前社長及前董事長。惡性淋巴腫。[46]
- 张岳恒，73岁，华南农业大学副校長（1992年—2001年），病逝。[47]
- 那威阿利克（Lawai Arik），36歲，台灣歌手，樂團救贖方舟主唱，跨年晚會舞台搭建期間高處墜落摔死。[48]
- 喇进修，94歲，中国四川省委原常委。[49]
- 朴若木，65歲，香港电影美术指导、造型指导及监制。[50]

### 24日
- 林阳乙，65歲，台灣政治人物，台南市無黨籍前議員。[51]
- 賴朝崙，69歲，台灣政治人物，嘉義縣無黨籍前議員。[52]
- 钱绍昌，94歲，中国翻译家。[53]

### 23日
- 張玉英，57歲，澳門保安司司長辦公室主任，因交通意外而逝世。[54]
- 德西·鲍特瑟（荷蘭語：Dési Bouterse），79岁，军人，前苏里南总统。[55][56]
- 施仲衡，95歲，中國科學家、中國工程院院士。[57]
- 蘇菲·赫迪格（英语：Sophie Hediger），26岁，瑞士單板滑雪運動員。雪崩遇难。[58]
- 森田拳次（日語：森田 拳次），85歲，日本漫畫家。[59]

### 22日
- 刘元（英语：Liu Yuan (musician)），64岁，中国萨克斯演奏家、作曲家、崔健乐队萨克斯手，中国爵士乐的先行者。[60]
- 成志谷，95歲，中國電影事業家、評論家，曾任北京電影製片廠廠長，中國電影家協會理事。[61]
- 斯圖爾特·阿蘭·賴斯（英語：Stuart A. Rice），92歲，美國理論化學家和物理化學家。[62]

### 21日
- 杜平（原名張耀憲），88歲，香港影視演員及節目主持。[63]
- 翁捷，96岁，中国政治人物，原汕头日报社党委副书记、副总编辑。[64]
- 阿特‧埃文斯（英语：Art Evans (actor)），82歲，美國演員。[65]
- 哈德森·米克（英语：Hudson Meek），16歲，美國演員、童星。車禍身亡[66]。

### 20日
- 李澤生，70歲，中國理論化學專家，吉林大學教授、哈爾濱工業大學教授、北京理工大學教授，博士生導師。[67]
- 瑞奇·（英語：Rickey Henderson），65歲，美國職業棒球運動員。職業生涯中以跑出1406次盜壘而有「盜壘之神」之稱。2009年入選名人堂。[68]
- 章明秋，63歲，中國高分子材料科学家。[69]
- 周禮杲，91歲，澳門科學家、教育家，澳門大學校長（1997年—1999年）、澳門科技大學校長（2000年—2002年）。[70]
- 加茂櫻（日語：加茂 さくら），87歲，日本演員。[71]

### 19日
- 謝芳，89歲，中國電影表演藝術家。[72]
- 渡邊恒雄，98歲，日本新聞記者，曾任讀賣新聞集團社長和董事長，讀賣巨人隊班主，日本新聞協會會長。現任該社董事兼主筆。肺炎。[73][74]
- 岩村和朗，85歲，日本繪本、兒童文學作家。[75]

### 18日
- 約翰‧馬斯登（英语：John Marsden (writer)），74歲，澳大利亞作家。[76]
- 克勞斯·沃爾費曼（德語：Klaus Wolfermann），78歲，德國男子田徑運動員，1972年奥运会標槍项目冠军。[77]
- 弗兰克·肯德里克（英語：Frank Kendrick），74歲，美國NBA聯盟前職業籃球運動員。[78]
- 茹桂，89岁，中國學者，西安美术学院原史论系教授、陕西省书法家协会名誉主席。[79]
- 陳邦柱，79歲，中國政治人物，曾任原国土资源部党组成员，原国家测绘局局长、党组书记。[80]
- 馮延齡，85歲，中國人民解放軍副大軍區職退休幹部、原軍事科學院副政治委員。[81]
- 杨国栋，87岁，中国政治人物，宁波市政协原副主席，第八、九届全国人大代表。[82]
- 徐東旭（韓語：서동욱），50歲，韓國男歌手，已解散雙人組合「展覽會」成員。病逝。[83]
- 张艺洋，33歲，中國男演員，死刑槍決。

### 17日
- 伊戈爾·基里洛夫（俄語：Игорь Кириллов），54歲，俄羅斯軍人，俄羅斯武裝力量輻射、化學和生物防護部隊司令，中將軍銜。炸彈襲擊[84]。
- 瑪麗莎·佩雷德斯（英语：Marisa Paredes），78歲，西班牙女演員。[85]
- 李建平，64岁，中华人民共和国死刑犯兼政治人物，曾任內蒙古呼和浩特经济技术开发区党工委书记。因犯贪污罪、受贿罪、挪用公款罪和纵容黑社会性质组织罪，被内蒙古自治区兴安盟中级人民法院判处執行注射死刑[86]
- 揚尼斯·提馬，32歲，拉脫維亞籃球運動員。[87]
- 楊立德，73歲，台灣音樂人。心臟驟停。[88]
- 馬塞爾·馬爾納（法語：Marcel Marnat），91歲，法國音樂學家，記者和廣播製作人。[89]
- 谢益裕，86岁，新加坡天主教神父，天主教新加坡总教区荣誉总主教。[90]

### 16日
- 郭炎，92歲，中国政治人物，原四川省体委主任。[91]
- 戈里察·加耶維奇，66歲，塞爾維亞律師、政治人物，曾任塞爾維亞社會黨總書記。[92]
- 迪克·范阿斯代爾（英語：Dick Van Arsdale），81歲，美國NBA聯盟前職業籃球運動員。[93]
- 維特金德（德語：Wittekind），88歲，德國貴族，瓦爾德克和皮爾蒙特家族首領。[94]
- 谷口吉生（日語：谷口 吉生），87歲，日本建築師。[95]
- 周文骞，94歲，中国政治人物，浙江大学党委原副书记。[96]
- 薛明远，100岁，中国政治人物，原四川省水利电力厅副厅长。[97]

### 15日
- 扎基爾·侯賽因（英語：Zakir Hussain），73歲，印度塔布拉鼓演奏家。[98]
- 褚桂柏，88周歲，中国航天专家。[99]
- 加藤正幸（日語：加藤 正幸），78歲，日本游戏設計師，游戏公司Falcom创办人。[100]
- 张效信，62岁，中国空间物理学家、空间天气学家。交通事故。[101]

### 14日
- 汤洪敏，55歲，中华人民共和国政治人物，贵州省毕节市政协副主席。[102]
- 伊薩克·安迪克（英语：Isak Andic），71歲，西班牙商人，服裝品牌Mango（英语：Mango (retailer)）創辦人。登山時坠崖身亡。[103]
- 刘振修，80岁，中国教育工作者，湖南师范大学原职业技术学院院长。[104]
- 孫衍慶，101歲，中國胸心血管外科專家，曾任北京安貞醫院院長、教授、博士生導師，第七、八屆全國政協委員。[105]
- 約翰·斯普拉特（英語：John Spratt），82歳，美國政治人物。民主黨籍南卡羅來納州第5選舉區眾議院前議員（1983年—2011年）。[106]

### 13日
- 查爾斯·漢迪（英語：Charles Handy），92歲，愛爾蘭管理學家。[107]
- 凱文·安德魯斯（英語：Kevin Andrews），69歲，澳大利亞政治人物。[108]
- 童月妹，85歲，中共党员、中国复旦大学原社科部（现马克思主义学院）副主任。[109]
- 吴月芳，86歲，中国共产党党员、北京大学物理学院天文学系教授。[110]
- 卡特·埃克特（英語：Carter Eckert），79歲，美國學者與哈佛大學韓國史教授。[111]
- 須田寬，93歲，前日本國有鐵道職員，曾任其常務理事，JR東海社長（首任）及董事長，日本放送協會經營委員長。現任JR東海顧問。衰老。[112]

### 12日
- 李天羽，78歲，中華民國空軍一級上將，曾任空軍總司令、參謀總長、國防部長。[113]
- 達恩·格雷庫（羅馬尼亞語：Dan Grecu），74歲，羅馬尼亞男子競技體操運動員。[114]
- 沃夫岡·貝克（德語：Wolfgang Becker），70歲，德國電影導演和編劇。[115]
- 顾威，84岁，中国话剧演员及导演。[116]
- 厄爾尼·貝克（英語：Ernie Beck），93歲，美國NBA聯盟職業籃球運動員。[117]
- 比尔·米克维（英語：William P. Mlkvy），93歲，美國NBA聯盟前職業籃球運動員。[118]
- 姚智梅，78岁，曾任福建省宁德市政协党组书记、主席。[119]
- 史宝凤，90歲，中国女演员，花灯表演艺术家。[120]

### 11日
- 大卫·邦德曼 （英語：David Bonderman），82歲，美國企業家、TPG資本共同創辦人。[121]
- 哈利勒·哈卡尼，58歲，阿富汗政治人物，難民和遣返部代部長（自2021年起）。自杀式炸弹袭击。[122]
- 吉姆·里奇（英語：Jim Leach），82歲，美國政治人物。[123]
- 間宮芳生（日語：間宮 芳生），95歲，日本作曲家、編曲家。[124]
- 鲍勃·费尔南德兹（英語：Bob Fernandez），100歲，前美国海军軍人，珍珠港事件幸存者。[125]
- 徐宗良，73歲，中共党员、中国原上海医科大学人文社科部主任、复旦大学原社科部（现马克思主义学院）副主任。[109]
- 黄祖琇，87歲，中国北京大学化学与分子工程学院教授。[126]

### 10日
- 凱克希·翁德賴奧（匈牙利語：Kékesy Andrea），98歲，匈牙利女子花式滑冰運動員。[127]
- 索馬納哈利·馬拉亞·克里希納（英語：Somanahalli Mallaiah Krishna），92歲，印度政治人物，前外交部長。[128]
- 洛基·柯拉維托（英語：Rocky Colavito），91歲，美國職業棒球運動員。[129]
- 俞建华，63歲，中華人民共和國政治人物，海关总署党委书记、署长。[130][131]
- 曹濟（本名曹作新），83歲，香港前演員。[132]

### 9日
- 冯永存，47歲，中國企業家，河南广程建设有限公司董事长。[133]
- 小倉智昭，77歲，日本播音员。[134]
- 威爾·阿諾特（英语：Will Arnott），25歲，英國地板滾球運動員。[135][136]
- 王迺，97歲，中國政治人物，曾任原國家外國專家局局長（副部長級）。[137]
- 朱曦，年齡不詳，陸委會企劃處長、港澳處長、駐香港「台北經濟文化辦事處」處長、世界贸易组织代表團常任副代表，駐菲律賓副代表。[138]

### 8日
- 游彪，59歲，中国宋史专家、北京师范大学历史学院教授。[139]
- 莊美梅，96歲，台灣阿美族祭儀保存者。[140]
- 林照雄，85歲，台灣演員。[141]
- 卡洛·奧利維拉（葡萄牙語：Carol Oliveira），22歲，巴西5人制女子足球運動員，生前曾效力於蒂茹卡斯中心五人制足球隊。坠樓身亡。[142]

### 7日
- 李安葆，94歲，中國共產党史学家、长征史专家，中国人民大学中共党史党建学院教授。[143]
- 雷宇，90歲，中华人民共和国政治人物，曾任广西壮族自治区政府副主席。[144]
- 古桑·雪巴（英語：Kushang Sherpa），59歲，印度登山家，1998年成為世界第一位從三個方向登頂珠穆朗瑪峰的登山家。[145]
- 许民庆，95歲，中华人民共和国红军将领许继慎遗孤。[146]

### 6日
- 中山美穗（日語：中山 美穂），54岁，日本歌手、演员。熱休克。[147]
- 黄必贵，71岁，中国政治人物，广西壮族自治区审计厅原厅长。[148]
- 皮萊凱澤拉·穆波科（英語：Phelekezela Mphoko），84岁，辛巴威政治人物，曾任第二副總統及代理总统。[149]
- 洪钟祥，87歲，中國大氣物理研究學者，中国科学院大气物理研究所所长（1993年—1997年）。[150]

### 5日
- 葉夫根尼·韋利霍夫（俄語：Евгений Велихов），89歲，俄羅斯核物理學家。[151]
- 郭志剛，91歲，北京师范大学文学院教授、孙犁研究專家。[152]
- 原明，66歲，中华人民共和国老山战斗英雄、蒙自军分区原副参谋长。[153]
- 贡布，91岁，中华人民共和国登山家，曾于1960年与两名队员一起首次从北坡登顶珠穆朗玛峰。[154]

### 4日
- 陳梅慧，39歲，臺灣虛擬貨幣交易所XREX首席區塊鏈金融犯罪調查師，車禍身亡。[155]
- 瓊瑤（本名陳喆），86歲，台灣作家，家中自殺。[156]
- 貝爾吉塔公主（瑞典語：Birgitta），87歲，瑞典王室成員。[157]
- 布莱恩·汤普森（英語：Brian Thompson），50歲，美國企業家，联合健康集团行政總裁。槍殺身亡。[158]
- 华桂岚，90歲，中国医科大学原党委书记。[159]
- 太田誠一（日語：太田 誠一），79歲，日本政治人物，現任日本自由民主黨古賀派代理會長。[160]
- 塞萨尔·亚内斯·乌里亚斯（英语：César Yanes Urías），104歲，萨尔瓦多军政府成员。[161]

### 3日
- 黃准（原名黃雨香，曾用名黃善琰），98歲，中國作曲家，曾任中國音樂家協會常務理事。[162]
- 林仁德，88歲，台灣政治人物，前台中市議長，現任台中市政府顧問。[163]
- 小中陽太郎（日語：小中 陽太郎），90歲，日本作家、翻譯家、評論家。[164]
- 埃卡特琳娜·萬恰（羅馬尼亞語：Ecaterina Oancia），70歲，羅馬尼亞女子賽艇運動員。[165]
- 陳浩亮，91歲，新加坡舉重運動員。[166]
- 傅元真，95岁，中国政治人物，淮北市相山区人大常委会原副主任。[167]
- 鄭添祿，57歲，台灣醫藥學者，高雄醫學大學副校長。[168]
- 李良志，96歲，中国人民大学中共党史党建学院教授。[169]
- 馬桂燦，59歲，香港星級理髮師，曾擔任香港娛樂界多位明星藝人的御用髮型師。胃癌。[170]

### 2日
- 劉家昌，81歲，台灣音樂家。[171]
- 童祥苓，89岁，中国京剧表演艺术家，代表作《智取威虎山》（饰演杨子荣）。[172]
- 赫爾穆特·杜卡達姆（羅馬尼亞語：Helmut Duckadam），65歲，羅馬尼亞足球守門員，人稱「塞維亞英雄」。[173]
- 尼爾·弗雷澤（英語：Neale Fraser），91歲，澳大利亞男子網球運動員。[174]
- 黛比·马瑟斯（英语：Debbie Mathers），69歲，美国说唱歌手埃米纳姆的母亲。[175]
- 黃紹倫，77歲，香港社會學家，曾任香港大學社會學系系主任、社會學講座教授、香港大學亞洲研究中心主任、香港大學副校長、香港樹仁大學校務委員會主席、香港地方志中心編審委員會委員、香港中文大學亞太研究所榮譽高級研究員等職[176]

### 1日
- 伊爾克·維盧達（德語：Ilke Wyludda），55歲，德國女子田徑運動員。[177]
- 木內鶴彥，70歲，日本天文學家。[178]
- ，77歲，威爾斯司諾克球員、司諾克教練兼評論員。[179]
- 苏晋中，81岁，中国政治人物，广州市人大常委会原副主任。[180]
- 王肃，85歲，中国政治人物，原重庆市政府机电技术顾问。[181]
- 燕子杰，88歲，中国武术家，山东大学数学学院教授。[182]
- 易明性，96岁，中国政治人物，原广西国际信托投资公司副总经理。[183]
- 田慧中，100岁，中国脊柱外科专家，新疆医科大学第六附属医院名誉院长。[184]